# Brodawka

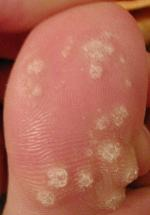
Brodawki na stopie (paluch)

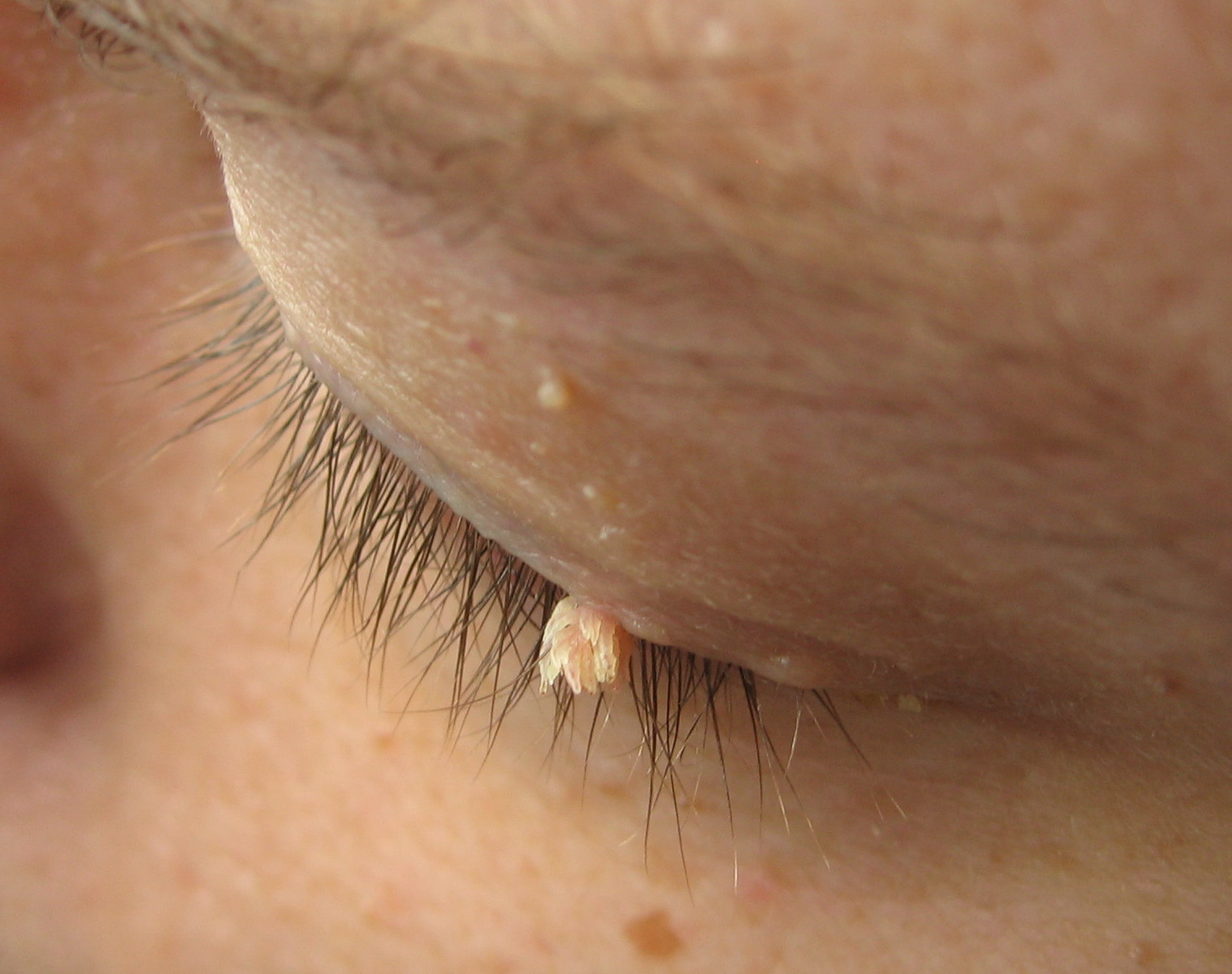
Brodawka na powiece

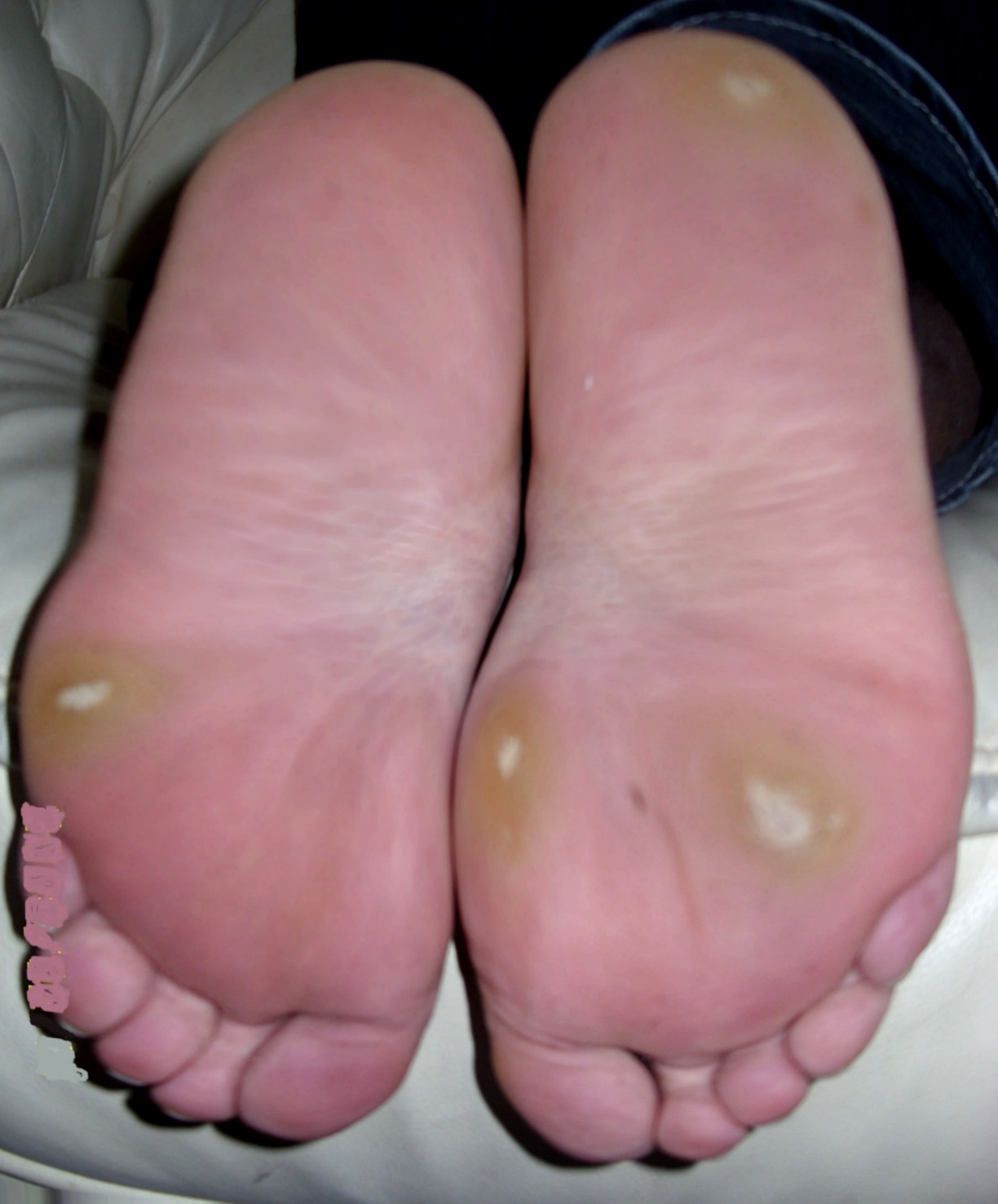
Bardzo bolesne brodawki na podeszwach stóp

Brodawka (łac. verruca) – grudkowa zmiana skórna, potocznie nazywana także kurzajką, znajdująca się na szerokiej podstawie, często o nierównej, hiperkeratotycznej powierzchni wywołana zakażeniem wirusem HPV (ang. human papilloma virus). Są zwykle niebolesne, a otaczająca brodawki skóra nie ulega stanowi zapalnemu.

## Rodzaje brodawek
- Brodawki zwykłe (verrucae vulgares) – grudki naskórkowe o nierównej hiperkeratotycznej powierzchni, mające kolor skóry i wielkość 5–10 mm. Zlokalizowane są na palcach rąk, na wałach paznokciowych (verrucae periunguales), niekiedy pod płytką paznokciową (verrucae subunguales). Związane są z infekcją HPV-2, a także HPV-4 i HPV-7.
- Brodawki stóp (verrucae plantares) – zlokalizowane na podeszwowej części stóp, mające szorstką powierzchnię i kolor skóry, mogące osiągać 1–2 cm wielkości. Są dwojakiego rodzaju: rozsiane, głębokie (myrmecia) lub bardziej powierzchowne, zlewające się w skupiska tworząc tzw. brodawki mozaikowe (ang. mosaic warts). Brodawki typu myrmecia często są bolesne i mogą utrudniać chodzenie. Czynnikiem wywołującym meyrmecia jest wirus HPV-1, brodawki mozaikowe są wywołane przez HPV-2.
- Brodawki płaskie (brodawki młodocianych, verrucae planae, verrucae juveniles) – lekko uwypuklone, o gładkiej powierzchni i wielkości kilku milimetrów, czasem przyjmują przebieg linijny w miejscu zadrapania (objaw Koebnera). Patogeneza brodawek płaskich wiąże się z wirusami HPV-3, rzadziej HPV-10, HPV-27 i HPV-28.
- Brodawki przejściowe – wykwity mające pewne cechy brodawek zwykłych (wyniosłe, o hiperkeratotycznej powierzchni) i brodawek płaskich (linijny układ, objawy stanu zapalnego). Wywoływane są przez typy wirusów HPV-10, HPV-27 i HPV-28; spotykane są przede wszystkim u chorych z obniżoną odpornością.
- Kłykciny kończyste (brodawki płciowe, verrucae genitales, condylomata acuminata) – mające kształt uszypułowanych grudek, są elastyczne i mają skłonność do zlewania i kalafiorowatego wzrostu. Przenoszone są drogą płciową i wywoływane przez wirusy HPV-6 oraz HPV-11.
- Epidermodysplasia verruciformis czyli uogólnione zakażenie skóry, traktowane jako stan przedrakowy, mają wygląd brodawek płaskich, są jednakże rozlane na całym ciele, towarzyszą im plamy mające zabarwienie czerwone lub brunatne. Patogeneza schorzenia wiąże się z onkogennymi wirusami HPV-5, HPV-8 i HPV-14.

## Występowanie

Dwie brodawki na palcu środkowym po leczeniu kwasem salicylowym – białe precypitaty pozostały po zastosowaniu preparatu

Przyjmuje się, że nawet do 10% ludzkości zarażonych jest wirusem brodawczaka. Szczególnie narażone są dzieci i młodzi dorośli, a także osoby z chorobami przebiegającymi z obniżeniem odporności, takie jak AIDS, chłoniak, leczone immunosupresyjnie i cierpiące na atopowe zapalenie skóry.

## Leczenie
- krioterapia
- usunięcie chirurgiczne
  - wycięcie zmian
  - ablacja za pomocą lasera
  - wyłyżeczkowanie zmiany
- metody „chemiczne” polegające na stopniowym chemicznym „wypalaniu” brodawek przy zastosowaniu różnych substancji (najczęściej zawierające kwas mlekowy, kwas salicylowy) oraz jednoczesnym ich „rozmiękczaniu” przy użyciu kąpieli w ciepłej wodzie zmienionej chorobowo okolicy; podobne działanie ma azotan srebra (lapis)
- możliwe jest samoistne ustąpienie zmian
- sok mleczny z glistnika jaskółcze ziele używany jest w lecznictwie ludowym jako lek skutecznie usuwający brodawki (kurzajki) na skórze[1]. Mechanizm działania polega na blokowaniu podziałów mitotycznych komórek w obrębie zmiany skórnej oraz ograniczaniu replikacji wirusa brodawczaka ludzkiego[2]. Podobnie działa sok mleczny mniszka pospolitego[3][4], przy czym skuteczny jest on we wczesnych fazach tworzenia się brodawek[5].

## Leczenie alternatywne
Miejscowe stosowanie substancji takich jak:
- podofilina
- interferon
- bleomycyna
- 5-fluorouracyl